# 京福電気鉄道越前本線列車衝突事故
京福電気鉄道越前本線列車衝突事故（けいふくでんきてつどう えちぜんほんせん れっしゃしょうとつじこ）は、2000年（平成12年）12月と2001年（平成13年）6月と半年間で二度にわたって発生した、京福電気鉄道越前本線（現・えちぜん鉄道勝山永平寺線）の列車衝突事故である。
同社が福井県内で鉄道路線を運行していた福井鉄道部が廃止され、第三セクター鉄道として発足したえちぜん鉄道に移管される原因となった重大事故である。この事故を受け、国土交通省は2002年（平成14年）、中小鉄道事業者に対し補助金を交付して自動列車停止装置 (ATS) の整備を指示した。

## 2000年12月17日の事故
2000年（平成12年）12月17日13時30分ごろ、京福電気鉄道永平寺線の永平寺発東古市（現・永平寺口）行きの上り列車（モハ251形251・1両編成）が、ブレーキロッドの破断により分岐駅である終点の東古市駅に停車できず冒進、越前本線の福井方面に分岐器を割り込んで進入し、対向してきた越前本線の福井発勝山行き下り列車（モハ1101形1101・1両編成）と正面衝突した。この事故で上り列車の運転士（当時57歳）が死亡し、両列車の乗客ら24名が重軽傷を負った。

### 原因
事故原因は、車体中央部床下に設けたブレーキシリンダーの動作を前後の各台車へ伝達するブレーキロッド（鉄製引棒）が繰り返し行われてきた溶接によるクレビス交換修繕接続部分から破断したためであり、京福電気鉄道および検査業務を請け負ったJR西日本テクノス金沢支社（石川県松任市、現・白山市）の施工検査体制が問われた。
ブレーキロッドの修繕、交換と定期検査は、1997年（平成9年）10月にJR西日本テクノス金沢支社が担当した。JR西日本テクノスは西日本旅客鉄道（JR西日本）の連結子会社で、他社私鉄を含む鉄道車両の整備を請け負う企業である。
ブレーキロッド修繕に用いたロッドやクレビスは京福電鉄が用意したもので、同支社は鉄道営業法に基づく1997年の検査の際、破断した主ロッドの端にある損耗したクレビスを損耗の少ない他のクレビスに交換したが、交換したクレビスの溶接部に破断個所が含まれていた。同支社は交換部品にも問題があることを想定していなかったとして、探傷検査などを行っていなかったことを認めた。また、京福電鉄が3か月ごとに実施していた車両検査には、ブレーキロッドなどの検査方法を定めたマニュアルがなく、JR西日本テクノス金沢支社の作業員任せになっていたことも判明した。
2000年（平成12年）12月27日、同支社は部品に問題がないか検査していなかったとして、業務上過失致死傷容疑で福井県警察捜査本部と所轄の松岡警察署（現在は福井警察署永平寺分庁舎）より家宅捜索を受けた。
2005年（平成17年）1月13日、福井地方裁判所（久保豊裁判長）は「安全確保業務の中で最も重要な注意義務を怠った過失は重大。公共交通機関に携わる者として職業意識が著しく欠如していたと言わざるを得ない」として、京福電鉄の元福井鉄道部長ら3人に対し執行猶予付きの有罪判決を言い渡した。
当該事故車両であるモハ251の車体は1958年製であったが、下回りの台車は当時の京福が所有していた台車で最も古い1928年製のものが流用されていた。同車両のブレーキは車体床下に設けられた1個のブレーキシリンダーから、ロッドによって前後の各台車にブレーキ力を伝達し、各車輪の制輪子を車輪に押し付ける方式で、戦前設計の電車や客貨車に多くみられるものである。この方式では、ブレーキロッドが破断折損すると手ブレーキを含むすべての車輪のブレーキが効かなくなるため、国土交通省はブレーキ系統の多重化等の対策を全国の鉄道事業者に指示した。これに伴い、それまで各社で動態保存されてきた同じ構造を持つ車両の運行が取りやめられる事態となった。ただし、これは基本的に単行（1両）での運転における指示で、2両編成以上の場合は1両のみの破損でのフェイルセーフが確保されるため、その後も使われている事例はある。京福電鉄は事故以降、永平寺線で2両編成での運行を再開した。
この事故の直接的原因ではないが、事故当時の東古市駅に自動列車停止装置 (ATS) や安全側線が設置されていなかったことを指摘する論調も見られた。また、当時の京福が保有する台車が最新のものでも1962年製と、老朽化が著しいことも指摘された。

#### 運転士の尽力・殉職
ブレーキの故障後、当該列車の運転士（当時57歳）は鉄道無線でブレーキ故障に伴う停止不能を連絡しつつ、乗客に車両後方へ避難し、空気抵抗を増して減速させるためにできるだけ多くの窓を開けるように指示した。乗客には1人の死者も出なかったが、運転士は退避可能であったにもかかわらず、衝突する最後の瞬間まで運転席に留まり殉職した。この運転士の同僚は「衝突時にちょっと後ろに逃げれば助かったのに。責任感の強い男だったので、それはできなかったのだろう」「ああいう性格なので最後の最後まで頑張りすぎてしまった。残念でならない」と語った。また、運輸省鉄道保安局車両課（当時）は「列車自体のブレーキが効かず衝突し、運転士が殉職した事故は極めてまれなケース」としている。

## 2001年6月24日の事故
2001年（平成13年）6月24日18時頃、越前本線の保田駅 - 発坂駅間（単線）で、勝山発福井行きの上り普通列車（モハ5001形5002・1両編成）と福井発勝山行きの下り急行列車（モハ2201形2201・1両編成）が正面衝突し、乗員乗客25名が重軽傷を負った。うち上り列車の運転士および乗客の4名が重傷を負っている。
事故原因は、本来は発坂駅で対向する急行列車とすれ違う（列車交換）必要があったところを、上り普通列車の運転士が列車交換ダイヤを失念した上に、出発信号機の現示を確認せずに発車したというヒューマンエラーであった。また、自動列車停止装置 (ATS) の未設置も問題視された。
京福では1970年代、赤字に伴う合理化で有人駅が無人駅化されるとともに、タブレット閉塞が廃止され自動信号化されていた。これに伴いタブレットの手渡しも廃止されたが、完全な自動閉塞やATSの設置を伴わない不完全な移行であったため、事実上は運転士1人の注意力に頼らざるを得ない状態となっていた。1970年代から運転休止までは運転指令所や対向列車との確認のやり取りなどもあったが、実質的には信号確認のみに頼らざるを得ない運行を行っていた。
福井県警察捜査本部の発表では、本件事故について上り列車の運転士が出発信号機の停止現示を見落として誤出発したことが原因としている。わずか2か月の見習い期間中に乗務させたとして問題となった。福井県警察捜査本部と同勝山警察署は同年11月20日、上り列車を運転していた運転士（当時22歳）を業務上過失往来危険罪の容疑で逮捕。
2002年（平成14年）10月22日、福井地方裁判所（松永真明裁判長）は禁錮2年6か月（執行猶予5年）の有罪判決を言い渡した。
一般的には信号無視とATS未設置が主な事故要因との論調であったが、2001年（平成13年）6月25日放送のフジテレビ『情報プレゼンター とくダネ!』番組内で、司会の小倉智昭が「ATSのない単線は原則としてタブレット交換すべき」と発言するなど、一部マスメディアや鉄道雑誌ではタブレット交換の廃止が原因とする論調も存在した。

## 2001年の事故以降の経緯

### 京福福井鉄道部の営業継続断念
半年間に2回もの正面衝突事故を引き起こした事態を重く見た国土交通省中部運輸局は、京福電気鉄道福井鉄道部に対して2回目の事故発生当日に全線の運行停止とバス代行を命じ、同年7月19日には鉄道事業法第23条に基づく「安全確保に関する事業改善命令」を発出した。なお、全線運行停止命令の上、事業改善命令が鉄道会社に出された事例は現在でも本件が唯一である。
しかし同社はこの事故の5年以上前から、福井鉄道部単独では事業改善を行う原資も確保できない状態に陥っており、沿線住民に全線廃止を含む提案を繰り返し行っていた。事故理由の根幹には、この財政状態で積極的な車両更新や信号系統改良などに対する投資自体に関し、同社の鉄道事業全体の収支を考えても、基幹株主などの支持が得られない状態という現実があった。
同社福井鉄道部では、以前から合理化のため支線の廃止およびバス転換を行っていたが、1992年（平成4年）に越前本線の東古市 - 勝山間と永平寺線の廃止・バス転換を表明したのが最初である。これに関しては地元紙に全面広告を打ち出したこともあった。一方、豪雪地帯であり積雪時のバス代行輸送に困難な事情がある当地ではその提案が受け入れられず、むしろ高額な運賃が乗客減少の要因であるとする収入減少に対してトレードオフの関係を指摘する意見も強かった。そのため、従来から同社と沿線自治体との間には軋轢が生じていた。
このような中で事業改善命令が発せられても、大阪証券取引所（大証）2部上場会社である同社には、親会社である京阪電気鉄道による資金援助は期待できず、また鉄道営業を維持する改善費用の捻出や、改善姿勢や原資の維持自体にすでに無理があった。そのため事業改善命令の負担に耐えられないとして、同社は営業継続を断念。2001年10月19日に福井鉄道部全線の廃止届を提出した。

### 代行バスでの輸送困難
京福バス（当時）がバス代行を担当することになったが、鉄道輸送のない状態では鉄道利用客の約4割が自家用車利用へ転換したため、幹線道路の混雑と渋滞に拍車がかかった。他社・他系列の中古車を投入して増車するなどの対策をとったものの、バスは大幅に遅延してダイヤ通りの運行ができない状態に陥り、バスはおろか自家用車での通勤・通学すら困難になることが明らかになった。
このことは「負の社会実験」などと呼ばれ、地域社会も巻き込んだ積雪地における鉄道の効用が、運行休止後の降雪・積雪時の代行バスをも巻き込んだ道路交通の麻痺という形で現れたことで、経営上の黒字や赤字だけでは計り知れない鉄道存続の必要性を社会に示す結果となった。

### 第三セクターへの移管
このような状況を受けて、鉄道路線存続のために福井県と沿線市町村が出資する第三セクター「えちぜん鉄道」が設立され、京福福井鉄道部の路線を継承することになった。
設備維持作業を行っていた京福越前本線の有形資産を中心として継承させ、従業員の引き継ぎはなく、一旦全線廃止という形式的処理を行った上で、えちぜん鉄道勝山永平寺線として2003年（平成15年）7月20日に部分開業、同年10月19日に全線開業した。
なお、利用者が少なかった永平寺線は、それ以前にも一部の鉄道便をバス代行としていたことと、並行道路が整備されていた実績があることから、再開されることなく2002年（平成14年）10月21日に廃線となった。代替の旅客輸送は京福バスにより維持されている。

## 題材とした作品
映画『えちてつ物語〜わたし、故郷に帰ってきました。』では、この事故が主題として扱われている。

## 過去の列車・バス事故
京福は過去にも、1964年1月に鞍馬線（現・叡山電鉄鞍馬線）で正面衝突炎上事故を起こしたほか、わずか7か月後の同年8月には、越前本線発坂駅付近で下り旅客列車が貨物列車に追突する事故を起こしていた。
また直営時代のバス部門でも、1985年10月に2階建観光バスが中央自動車道でガードレールを突き破り県道に転落し、乗客3名が死亡、57名が重傷、さらに運転手がその場で自殺するという事故を起こしている。

## 類似の鉄道事故
- 近鉄奈良線列車暴走追突事故（1948年3月31日）- 2000年12月17日の事故と類似。
- 北陸鉄道金沢市内線脱線転覆事故（1965年6月24日）- 2000年12月17日の事故と類似。
- 信楽高原鐵道列車衝突事故（1991年5月14日）- 2001年6月24日の事故と類似。
- zh:臺鐵埔心平交道事故（2012年1月17日・台湾）- 2000年12月17日の事故と類似[24]。